# Johann Adam Karinger
Johann Adam Karinger (auch Johann Adam Kharinger; * vor 1690; † 1742) war ein Steinmetz und Steinbildhauer.

## Leben
Karinger, der vermutlich aus Tirol stammte, ist für das Jahr 1716 in Schlesien belegt. Nachdem er in Breslau die Meisterprüfung ablegte und das Bürgerrecht erworben hatte, gründete er dort eine Steinmetz- und Bildhauerwerkstatt. Zusammen mit namhaften Barockkünstlern arbeitete er überwiegend an jesuitischen Bauten. Neben Bildhauerarbeiten schuf er u. a. auch Fundamentierungen und Wandverkleidungen.

## Werke (Auswahl)
- Breslau
  - Nepomuk-Denkmal an der Kreuzkirche nach Entwurf von Christoph Tausch (1730–1732, gemeinsam mit Johann Albrecht Siegwitz und Johann Georg Urbansky)
  - Elisabethkirche, Epitaph für Johann Georg von Wolff nach Entwurf von Johann Bernhard Fischer von Erlach (1720–1722, gemeinsam mit Ferdinand Maximilian Brokoff und Samuel Pardinski)
  - Ceslaus-Kapelle in der St.-Adalbert-Kirche: Schnitzwerke am Sarkophag und Altar (gemeinsam mit Georg Leonhard Weber und Urban Rauscher)
  - St.-Vinzenz-Kirche: Umbau der Marienkapelle zu einem Mausoleum für den Prämonstratenserabt Ferdinand v. Hochberg nach Entwurf von Christoph Hackner (1723–1727 gemeinsam u. a. mit Johann Albrecht Siegwitz und Ignaz Albrecht Provisore)
  - Dreifaltigkeitskirche (Kloster und Hospital der Barmherzigen Brüder): Steinmetzarbeiten (1714–1722)
- Breslauer Dom
  - Marmorkanzel nach Entwurf des Jesuiten Christoph Tausch (1723; gemeinsam mit Johann Georg Urbansky)
  - Kurfürsten-Kapelle,[1] Mausoleum des Bischofs Franz Ludwig von Pfalz-Neuburg: Steinmetzarbeiten (gemeinsam mit Johann Blasius Peinter und Kaspar Herberg)
- Briese, Steinmetzarbeiten für Schloss Briese
- Glogau, ehemalige Jesuitenkirche Corpus Christi (jetzt Pfarrkirche St. Nikolaus): Steinmetzarbeiten; Jesuitenkollegium: Plastisches Portaldekor (1716)
- Radziunz bei Trachenberg, Pfarrkirche St. Karl Borromäus: Steinmetzarbeiten (1727–1735; Stiftung der Gräfin Marianne von Hatzfeld)